# Казаджове
Казаджове (итал. Casagiove) — город в Италии, располагается в регионе Кампания, в провинции Казерта.
Население составляет 14 810 человек (на 2004 г.), плотность населения составляет 2469 чел./км². Занимает площадь 6 км². Почтовый индекс — 81022. Телефонный код — 0823.
Покровителем коммуны почитается архангел Михаил, празднование 29 сентября.